# Patriziato (Svizzera)

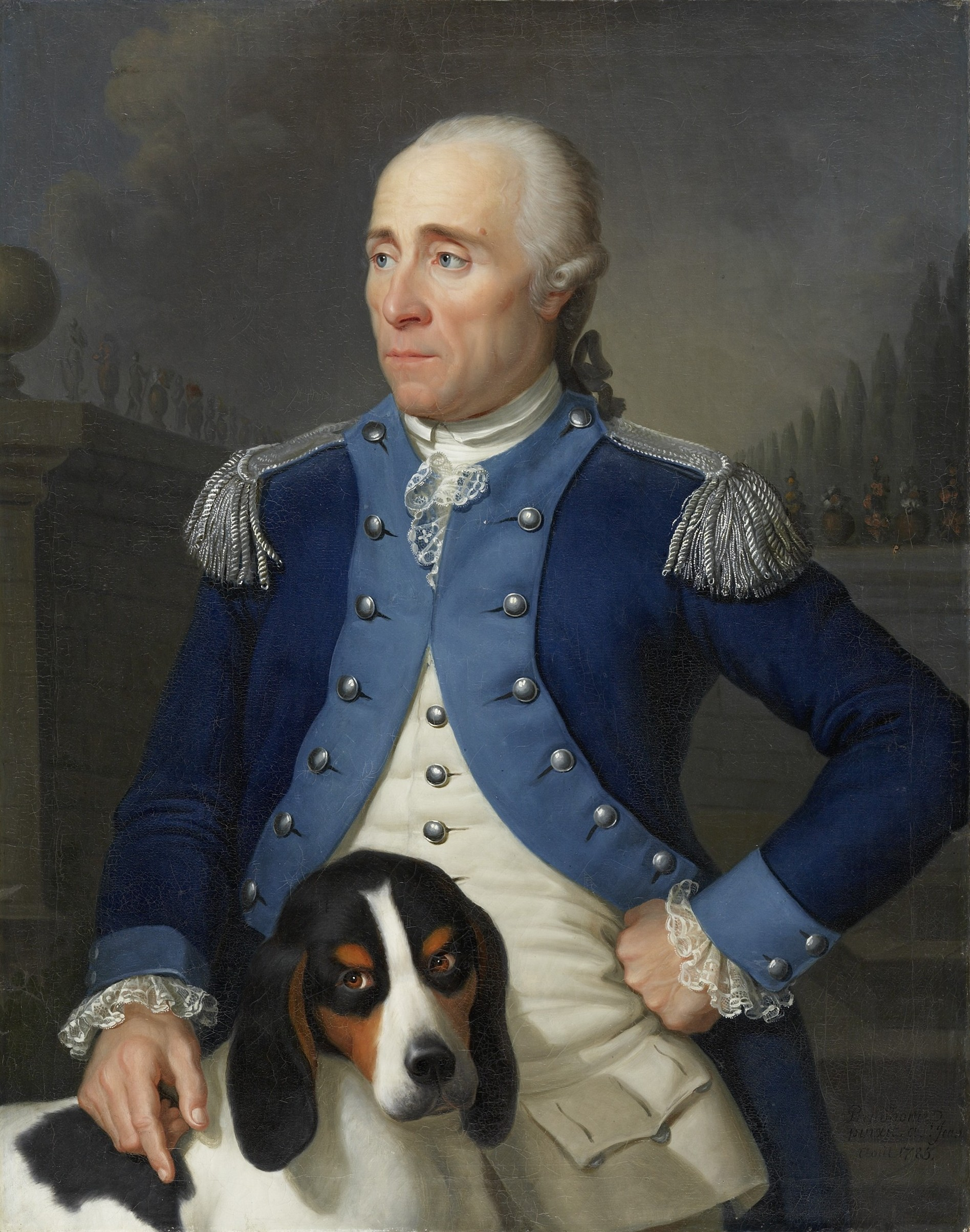
Il patrizio Franz Rudolf Frisching di Berna, colonnello della guardia svizzera dei Paesi Bassi, dipinto di Jean Preudhomme (1785)

Patriziato (in tedesco Patriziat o Bürgergemeinde, in francese Bourgeoisie) è il termine con cui in Svizzera si identifica un ente di diritto pubblico che gestisce proprietà collettive. 
Nel Canton Ticino si contano 200 enti patriziali, su 111 comuni; i cittadini patrizi sono circa 90 000.

## Storia
Per tradizione gli abitanti originari di città e villaggi avevano diritti sui boschi e altri terreni comuni e non volevano spartire tali diritti con i "nuovi cittadini". Con la Repubblica Elvetica fu trovata una soluzione di compromesso, sostanzialmente ancora perdurante: c'è un "comune politico", che accoglie tutti i dimoranti. I beni comuni spettano invece agli "attinenti locali di antica data", detti anche patrizi, e il loro organo è chiamato "comune patriziale". 

## Scopo
Il patriziato è un ente pubblico autonomo nei limiti stabiliti dalla Costituzione e dalle leggi, proprietario di beni d'uso comune da conservare e utilizzare con spirito vicinale a favore della comunità. Nel Cantone Ticino ogni patriziato deve essere riconosciuto dal Consiglio di Stato.
Il patriziato ha il compito di curare la conservazione dei beni patriziali, di garantirne l'uso pubblico e di valorizzare le tradizioni locali.

## Le basi legali
Le principali basi legali sulle quali si fonda l'istituzione del patriziato, nel Cantone Ticino, sono:
- la Legge organica patriziale (LOP, del 28 aprile 1992)[4]
- il Regolamento d'applicazione della Legge organica patriziale (RALOP, dell'11 ottobre 1994)[5]

## Organi del patriziato
Gli organi del patriziato, nel Canton Ticino, sono l'assemblea e l'ufficio patriziale. Essi hanno il compito di amministrare secondo le competenze conferite loro dalla legge. 
L'ufficio patriziale amministra il patriziato la cui elezione ha luogo ogni quattro anni, in aprile, sulla base della data fissata dal Consiglio di Stato. L'assemblea patriziale è la riunione degli aventi diritto di voto in materia; in genere la convocazione dell'assemblea patriziale avviene annualmente, su chiamata dell'ufficio patriziale.
I patriziati ticinesi sono riuniti nell'Alleanza Patriziale Ticinese (ALPA), un'associazione di diritto privato sorta nel 1938 che raggruppa 200 patriziati, l'Associazione Patrizi Chiassesi e la Corporazione Patrizi di Mendrisio.